# Punta Alta
Punta Alta é uma cidade da Argentina, localizada na província de Buenos Aires.